# Albiorix edentatus
Albiorix edentatus es una especie de arácnido del orden Pseudoscorpionida de la familia Ideoroncidae.

## Distribución geográfica
Se encuentra en California (Estados Unidos).